# Johann Baptist Gunetzrhainer

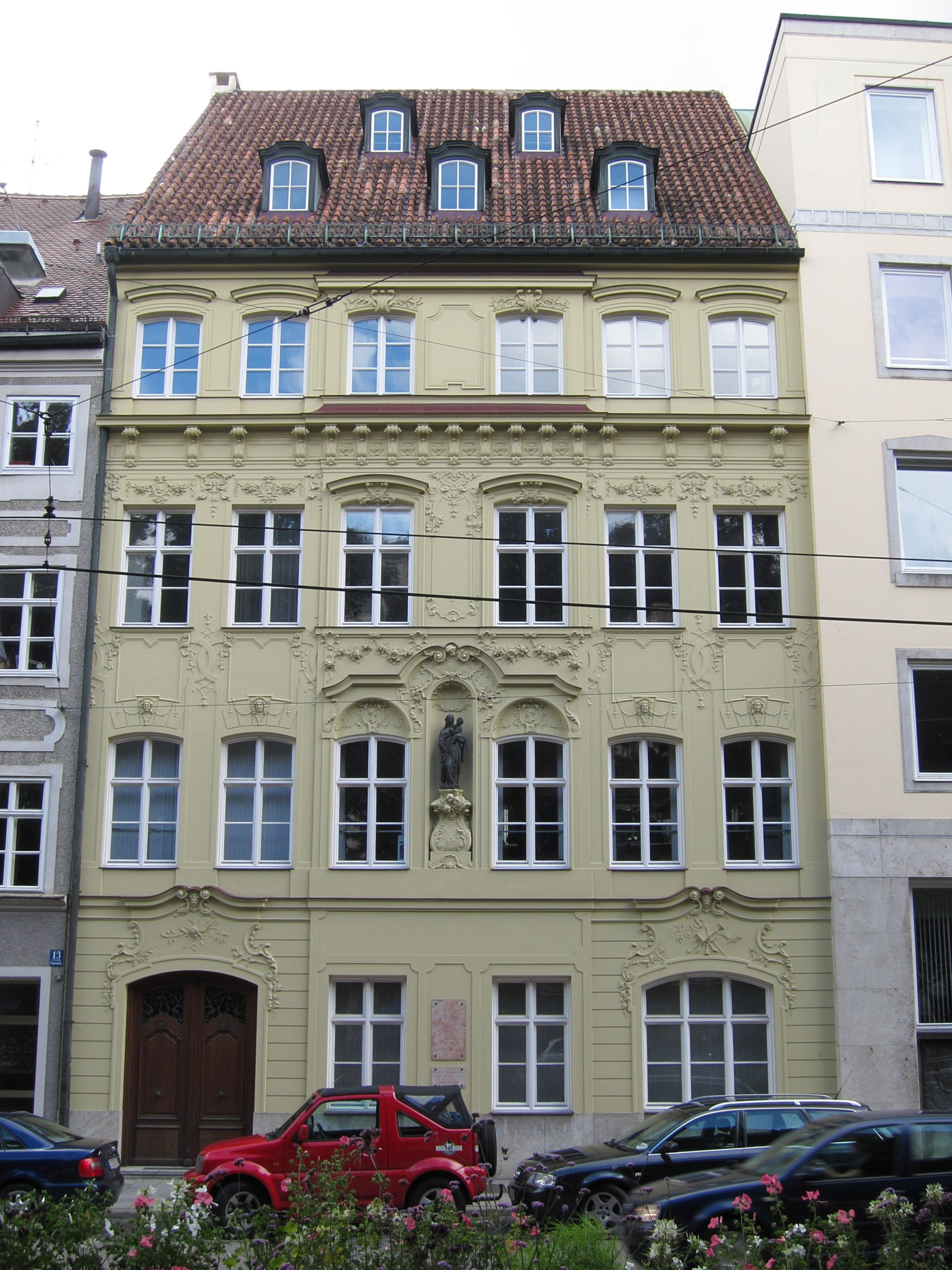
Gunetzrhainer-Haus in München

Johann Baptist Gunetzrhainer (* 3. oder 4. Mai 1692 in München; † 23. November 1763) war ein Baumeister des süddeutschen Barock. Zusammen mit seinem Bruder Ignaz Anton schuf er das Palais Toerring-Jettenbach, allein die Damenstiftskirche St. Anna und das Schloss Suresnes in München.

## Leben
Johann Baptist, der ein Schwager von Johann Michael Fischer war, ist das bekannteste Mitglied aus der Barockbaumeister-Familie Gunetzrhainer. Seine Werke finden sich – entsprechend den damaligen Grenzen des Fürstentums – in München, Südbayern und dem grenznahen heutigen Österreich. Die Familie Gunetzrhainer stammte aus der Nähe von Miesbach (Hof Untergunetsrain im Ortsteil Agatharied der Gemeinde Hausham). Bereits im Frühbarock war in Miesbach und im nahegelegenen Schliersee eine Stuckateurschule ansässig, die wohl auf die Entstehung der Gunetzrhainer Baumeistertradition Einfluss ausgeübt hat. Weitere Mitglieder der Familie sind Paul, Wolf, Johann Georg (1691–1766), Kaspar, Martin und Ignaz Anton Gunetzrhainer (1698–1764). Mit letzterem, seinem Bruder, arbeitete J.B. Gunetzrhainer mehrfach gemeinsam an einem Bau. Neben den berühmteren Baumeistern Enrico Zuccalli, Giovanni Antonio Viscardi, Joseph Effner, François de Cuvilliés, Johann Baptist Zimmermann und Dominikus Zimmermann und weiteren tragen auch die Gunetzrhainer wesentlichen Anteil an der kirchlichen und weltlichen Baukunst des bayerischen Barock, vor allem in München und Umgebung, aber auch im bayerischen Schwaben.
Johann Baptist war Sohn des Münchner Stadtmaurermeisters Martin Gunetzrhainer (1639–1699) und Bruder des Baumeisters Ignaz Anton Gunetzrhainer. Er war der erste Münchner im Kurfürstentum Bayern, der Hofbaumeister („Hofmaurermeister“) wurde. Johann Baptist Gunetzrhainer gehörte dem Kreis um Joseph Effner an, dessen Nachfolger als Hofbaumeister er wurde. Er schloss 1709 seine Gymnasialstudien am Jesuitengymnasium München ab. 1726 kaufte er sich ein Haus am Promenadeplatz 15, das er selbst 1730 umgestaltete. Es ist heute als Gunetzrhainerhaus bekannt. Im Zweiten Weltkrieg schwer zerstört, wurde es 1960 rekonstruiert. Unter Joseph Effner war Johann Baptist Gunetzrhainer zunächst als „Bauingenieur“ tätig, insbesondere in den Schlössern Forstenried und Nymphenburg, außerdem arbeitete er an der kurfürstlichen Schwaige Schleißheim mit. Anschließend war er unter anderem tätig in Augsburg, Mering, München, Deggendorf, Schärding, Tegernsee, Achleiten, Mattighofen, Landshut, Regensburg, Waakirchen und Ruhpolding.
1745 wurde Johann Baptist Gunetzrhainer als Nachfolger Joseph Effners zum Oberhofbaumeister ernannt. Nach seiner Ernennung zum Hofbaumeister war ein Schwerpunkt das Erstellen von Gutachten und Verwaltungstätigkeiten (der künstlerisch begabtere Cuvilliés sprach kein Deutsch und wurde daher nicht mit Verwaltungsaufgaben betraut). 1750 stieg er noch zum Hofkammerrat und Inspektor der kurfürstlichen Hof- und Lustgärten auf. Trotzdem stand er wohl immer mehr im Schatten François de Cuvilliés. Werke dieser Zeit sind die Neugestaltung der Raumfolge der „Kurfürstenzimmer“ der Münchner Residenz, das Schloss Dachau, das Palais Toerring-Jettenbach, sowie die Klosterkirche in Schäftlarn und die Freisinger Prämonstratenserkirche. Das baugestalterische Werk von Johann Baptist Gunetzrhainer wurde insbesondere von Giovanni Antonio Viscardi, dem seinerzeit führenden Architekten, beeinflusst. Aufgrund der häufigen Zusammenarbeit der Familie Gunetzrhainer mit anderen Baukünstlern kam es gelegentlich zu Konflikten, meist vereinigten sie jedoch die verschiedenen Beiträge harmonisch miteinander. Die Gunetzrhainer, als Bekanntester allen voran Johann Baptist, prägten eine eigene bayerische Note in der europäischen Barockbaukunst, gekennzeichnet durch eine gewisse Leichtigkeit und Verspieltheit, was sie vom Stil der italienischen und französischen Baumeister unterscheidet.
Die Staatliche Realschule in Miesbach wurde zu Ehren der Baumeisterfamilie „Gunetzrhainer-Realschule“ benannt.

## Werke
(kein Anspruch auf Vollständigkeit)
- München:
  - Palais Toerring-Jettenbach (ehem. Westfassade; Palais des Grafen Ignaz Felix von Törring-Jettenbach)
  - Schloss Suresnes („Werneckschlössl“) in Schwabing, 1715 bis 1718 nach dem Vorbild des „Château de Suresnes“ bei Paris. Bauherr: Franz Xaver Ignaz von Wilhelm, Kabinettssekretär des bayerischen Kurfürsten Max Emanuel, (Zuschreibung).
  - Herzogspitalkirche St. Elisabeth: Neubau nach Plänen von J. B. Gunetzrhainer, 1727 eingeweiht.
  - Gunetzrhainer-Haus, Umgestaltung 1730
  - Palais Morawitzky, an der Löwengrube 7 in München (um 1740; zerstört)
  - Damenstiftskirche St. Anna: 1732/33–1735 nach Plänen von J. B. Gunetzrhainer. Bisherige Zuschreibung inzwischen gesichert durch die Erkenntnisse von S. Stadl. Ausführung durch Ignaz Anton Gunetzrhainer. Im Zweiten Weltkrieg stark zerstört, 1980 Wiederaufbau durch Erwin Schleich.
  - Münchner Residenz: Kurfürstenzimmer über dem Antiquarium, Ausbau und Modernisierung im Barockstil 1746–1748. 1760–1763 erneut durch François Cuvilliés im Rokokostil. Bauherr: Kurfürst Max III. Joseph (reg. 1745–1777). Im Zweiten Weltkrieg zerstört, aus erhaltenen Resten in Grundzügen wiederhergestellt.
  - Schloss Nymphenburg: 1753–1757 neuer Theatersaal im Nordflügel, im ersten Obergeschoss „Hubertussaal“, im Erdgeschoss zwei große Orangeriesäle. Bauherr: Kurfürst Max III. Joseph.

- Aschau im Chiemgau: 1752 Erweiterung der Pfarrkirche Mariä Himmelfahrt (um ein nördliches Seitenschiff und ein westliches Joch zu einem in Länge und Breite symmetrischen Hallenraum). Bauherr: Graf Max IV. von Preysing.
- Niederaschau: Barockisierung der Pfarrkirche »Zur Darstellung des Herrn«, um 1752.
- St. Bernhardus: Wallfahrtskapelle bei Lauterstein-Weißenstein, 1729–1733: nach Plänen von J. B. Gunetzrhainer von Christian Wiedenmann aus Elchingen erbaut – Gräflich Rechbergsches Familienarchiv Donzdorf, RA A 4456.
- Lenggries: Pfarrkirche St. Jakob
- Schäftlarn: Klosterkirche „Heiliger Dionys und Juliana“ von Kloster Schäftlarn. 1733 unter Leitung von François de Cuvilliés begonnen, 1760 unter Leitung von J. B. Gunetzrhainer und Johann Michael Fischer vollendet.
- Urfahrn bei Niederaudorf: Karmelitenkloster (seit 1835 Kloster Reisach). Bauherr: Stiftung des Kurfürstlichen Bräukommissärs Johann Georg von Messerer. Pläne: J. B. Gunetzrhainer. Ausführung 1737 bis 1747 durch Abraham Millauer und dessen Sohn Philipp Millauer. Beteiligt war auch Ignaz Anton Gunetzrhainer.
- Kloster Tegernsee: Benediktinerkloster mit Klosterkirche „St. Quirinus“, 1680 bis 1770. Nach Plan von Enrico Zuccalli, Ausführung zunächst Antonio Riva, dann Johann Schmuzer, anschließend J. B. Gunezrhainer (Südtrakt).
- Schönbrunn bei Röhrmoos: Hofmarkkirche „Heiliges Kreuz“. Bauherr: Baron Franz von Unertl (1675–1750), Neubau 1723–1724. Kirchenschiff Vorstufe eines Zentralbaues (von außen rechteckig, im Innern fast rund mit ovaler Flachkuppel). Vermutlich auch Joseph Effner zumindest beratend beteiligt.
- Ampermoching: Pfarrhof, 1724. Später mehrfach verändert.
- Schloss Neubeuern: Rokokokapelle, J.B. Gunetzrhainer zusammen mit seinem Bruder Ignaz Anton Gunetzrhainer. Heute kaum zu besichtigen, da das Kloster ein Landschulheim ist.
- Ruhpolding: Pfarrkirche St. Georg, 1738–1757
- Schärding: Pfarrkirche
- Waakirchen: Pfarrkirche
- Regensburg: Augustinerkirche
- Freising: Prämonstratenserkirche Kloster Neustift

- Schloss Achleiten
- Mattighofen: Kollegiatstift

- Straubing: Klosterkirche St. Ursula des Ursulinenklosters Straubing, 1736 bis 1738: örtliche Bauleitung, der Entwurf stammte von Egid Quirin Asam.
- Zisterzienserinnenabtei Seligenthal bei Landshut. Umgestaltung, ausgeführt nach Plänen von J. B. Gunetzrhainer (für die Abteikirche) durch Johann Georg Hirschstetter, 1732–1734.
- Deggendorf: Wallfahrtskirche „zum Heiligen Grab Christi“. Erbaut von Johann Michael Fischer, wohl nach Entwurf von J. B. Gunetzrhainer. (Zuschreibung)

- Augsburg: Hotel „Drei Mohren“, 1723
- Mering bei Augsburg: Pfarrkirche „St. Michael“. Langhaus 1739–1743, zusammen mit Joseph Effner.
- Landsberg am Lech, Ursulinenkloster: Konventsgebäude im Innenhof ab 1737, straßenseitiger Trakt und Kirche 1764/65 (Zuschreibung)
- Schloss Lichtenberg bei Landsberg am Lech
- Sandizell: Katholische Pfarr- und ehemalige Hofmarkskirche „St. Peter“. Oktogonaler Zentralbau, 1735–1737.
- St. Wolfgang: Ehemaliger Propst- und Dechanthof, jetzt Rathaus, 1737